# Deutscher Evangelischer Kirchentag 2023

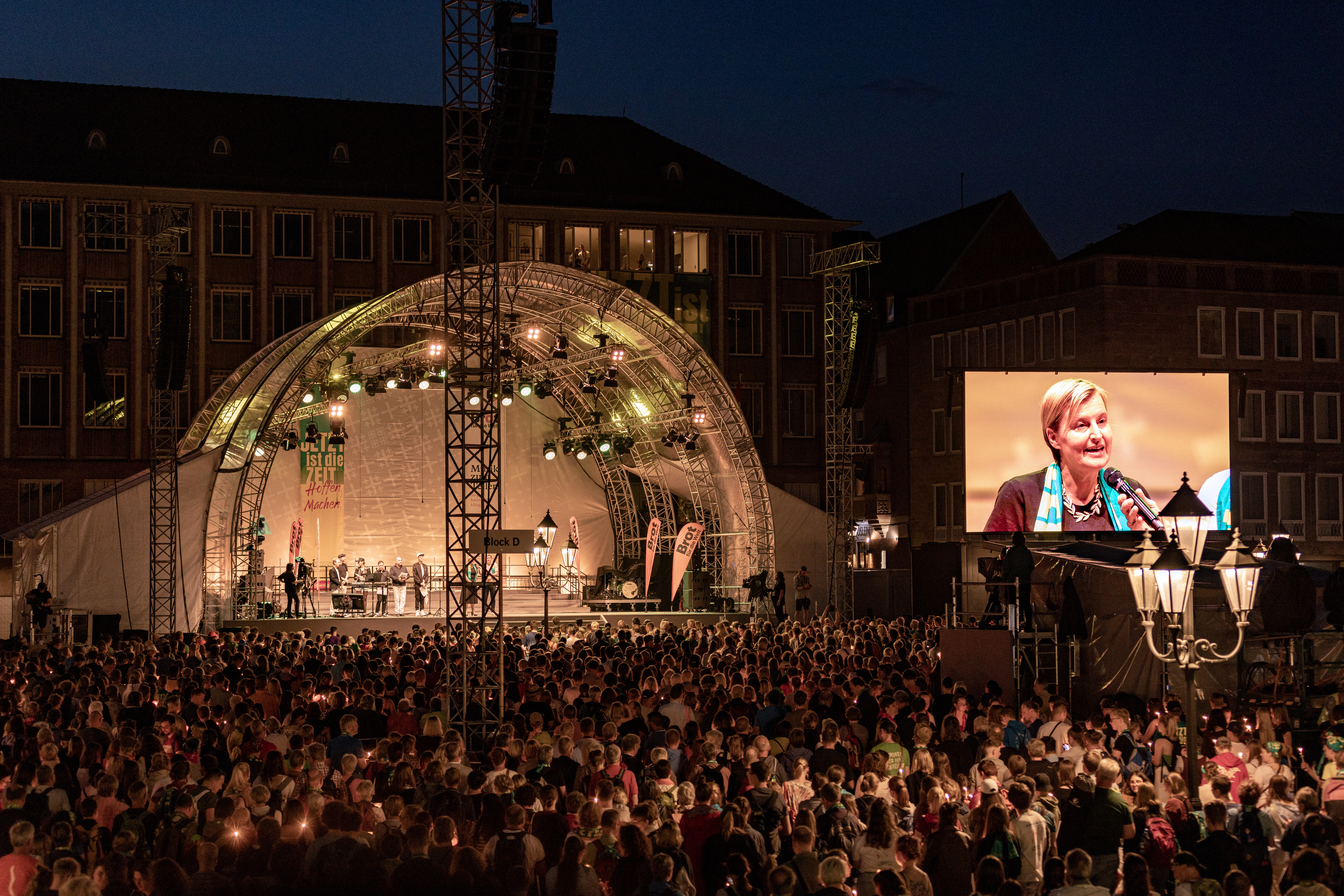
Abendveranstaltung auf dem Kirchentag in Nürnberg, Juni 2023, mit Dagmar Pruin, der Präsidentin von Brot für die Welt

Der 38. Deutsche Evangelische Kirchentag fand vom 7. bis zum 11. Juni 2023 im mittelfränkischen Nürnberg und in der Metropolregion Nürnberg statt. Das Motto lautete: „Jetzt ist die Zeit“, in Anlehnung an das Bibelwort „Die Zeit ist erfüllt …“ (Mk 1,15 ). Der Kirchentag war politische Diskussionsveranstaltung, Kulturfestival und religiöses Ereignis in einem. Zentrale gesellschaftliche Themen wurden mit den Spitzen der deutschen Politik und führenden Theologen diskutiert.

## Geschichte
Nach 1979 fand damit der Evangelische Kirchentag zum zweiten Mal in Nürnberg statt. Außerdem war der Deutsche Katholikentag 1931 in Nürnberg veranstaltet worden.

## Organisation und Ablauf

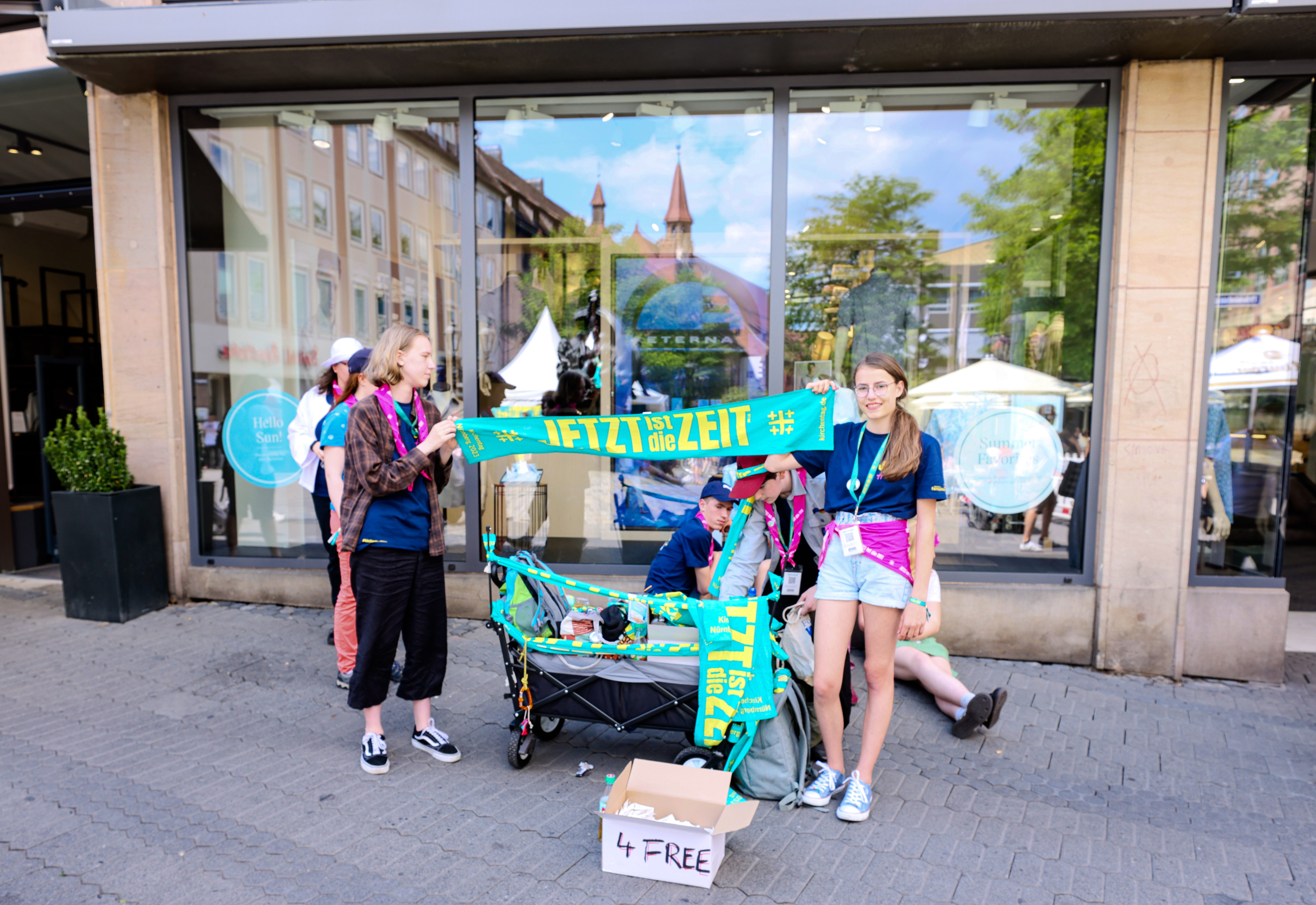
Motto des 38. Kirchentags: Jetzt ist die Zeit

### Rechtsträger
Rechtsträger war der Trägerverein „38. Deutscher Evangelischer Kirchentag Nürnberg 2023 e. V.“. Der Trägerverein ist für alle wirtschaftlichen, rechtlichen und organisatorischen Belange zuständig. Gastgeber war die Evangelisch-Lutherische Kirche in Bayern.

### Präsidium
Kirchentagspräsident war Thomas de Maizière. Er erhoffte sich vom Glaubensfestival eine Art „gemeinsames Lagerfeuer“, bei dem man versuche, in Nürnberg „ein Gemeinschaftsgefühl“ zu erzeugen
.

### Politik
Politische Prominente besuchten bzw. waren Teil des Programms am Kirchentag:
Bundespräsident Frank-Walter Steinmeier, Bundeskanzler Olaf Scholz, Außenministerin Annalena Baerbock, Wirtschaftsminister Robert Habeck, Familienministerin Lisa Paus, Arbeitsminister Hubertus Heil, die Vizepräsidentinnen des Bundestages Katrin Göring-Eckardt und Petra Pau, der CDU-Vorsitzende Friedrich Merz, Renate Künast und die Ministerpräsidenten Michael Kretschmer, Winfried Kretschmann, Manuela Schwesig und Markus Söder.
Nach verschiedenen Auseinandersetzungen in den vergangenen Jahren war im Jahr 2023 kein AfD-Politiker eingeladen worden.
Bundespräsident Frank-Walter Steinmeier postulierte im Sinne der Kirchentagslosung, jetzt sei „auch Zeit für Waffen“.
Auch ehemalige Politiker besuchten die Veranstaltungen, etwa der ehemalige Bundespräsident Joachim Gauck, der ehemalige Ministerpräsident Günther Beckstein und die ehemaligen Ministerinnen Renate Schmidt und Annegret Kramp-Karrenbauer.

## Themen
Etwa 2000 Veranstaltungen an 120 Veranstaltungsorten vor allem in der Nürnberger Innenstadt, im Messezentrum Nürnberg und in Fürth sind durchgeführt worden. Beim Abend der Begegnung am 7. Juni präsentierten sich rund 140 Vereine, Gemeinden und Initiativen aus ganz Bayern mit eigenen Ständen in der Nürnberger Altstadt.
Landesbischof Heinrich Bedford-Strohm von der gastgebenden Evangelisch-Lutherischen Kirche in Bayern brachte seine Wünsche zum Ausdruck, „dass von diesem Kirchentag ein Signal der Hoffnung für die ganze Gesellschaft ausgeht. Einer Hoffnung, die sich nicht abwendet von der Welt, sondern mit klaren Orientierungen für die Zukunft verbunden ist.“
Während des Kirchentages wurden insbesondere drei politische Themen kontrovers diskutiert:
- die schwelende Debatte zur deutschen Flüchtlingspolitik über die Reform des EU-Asylrechts,
- der Pazifismus in Zeiten eines russischen Angriffskrieges, sowie
- der Klimaschutz.

Das dritte Thema führte zu mehreren Protestaktionen der „Letzten Generation“ während des Kirchentags in Nürnberg. Lokale Organisationen bildeten eine Menschenkette in der Innenstadt.

### Friedensethik
Manche Medien vermissten die frühere Generalsekretärin des Deutschen Evangelischen Kirchentages (1995–1999) und EKD-Ratsvorsitzende Margot Käßmann und verstanden das so, „dass ihre klare Haltung gegen Waffenlieferungen an die Ukraine dort nur eine Feigenblattfunktion gehabt hätte“.
Voten gegen die Waffenlieferungen an die Ukraine gab es zwar auch auf dem Kirchentag, sie blieben jedoch in der Minderheit. Nach Meinung von Beobachtern habe sich mit dem russischen Krieg gegen die Ukraine offenbar vor allem die Stimmung im Publikum geändert.
Der CDU-Chef und Katholik Friedrich Merz warnte vor Kompromissen gegenüber Putin: „Die Annäherung an den Aggressor ist der falsche Weg.“ Genau so, wie eine Appeasement-Politik auch im Umgang mit Nazi-Deutschland falsch gewesen sei, so sei sie das auch heute.
Für den Altbundespräsidenten Joachim Gauck verbindet sich das Christsein auch „mit dem Beistand für Opfer“ und er ergänzte: „Das ist das, was ich gelernt habe aus unserer Geschichte.“

Das ethische Dilemma der Kirche wurde sichtbar:
- Christlich motivierter Pazifismus verpflichtet zur Gewaltlosigkeit.
- Andererseits gilt auch die Solidarität mit Bedrängten und Verfolgten.

„Auflösen lässt sich dieses Dilemma nicht – aber zur Sprache bringen.“

### Künstliche Intelligenz

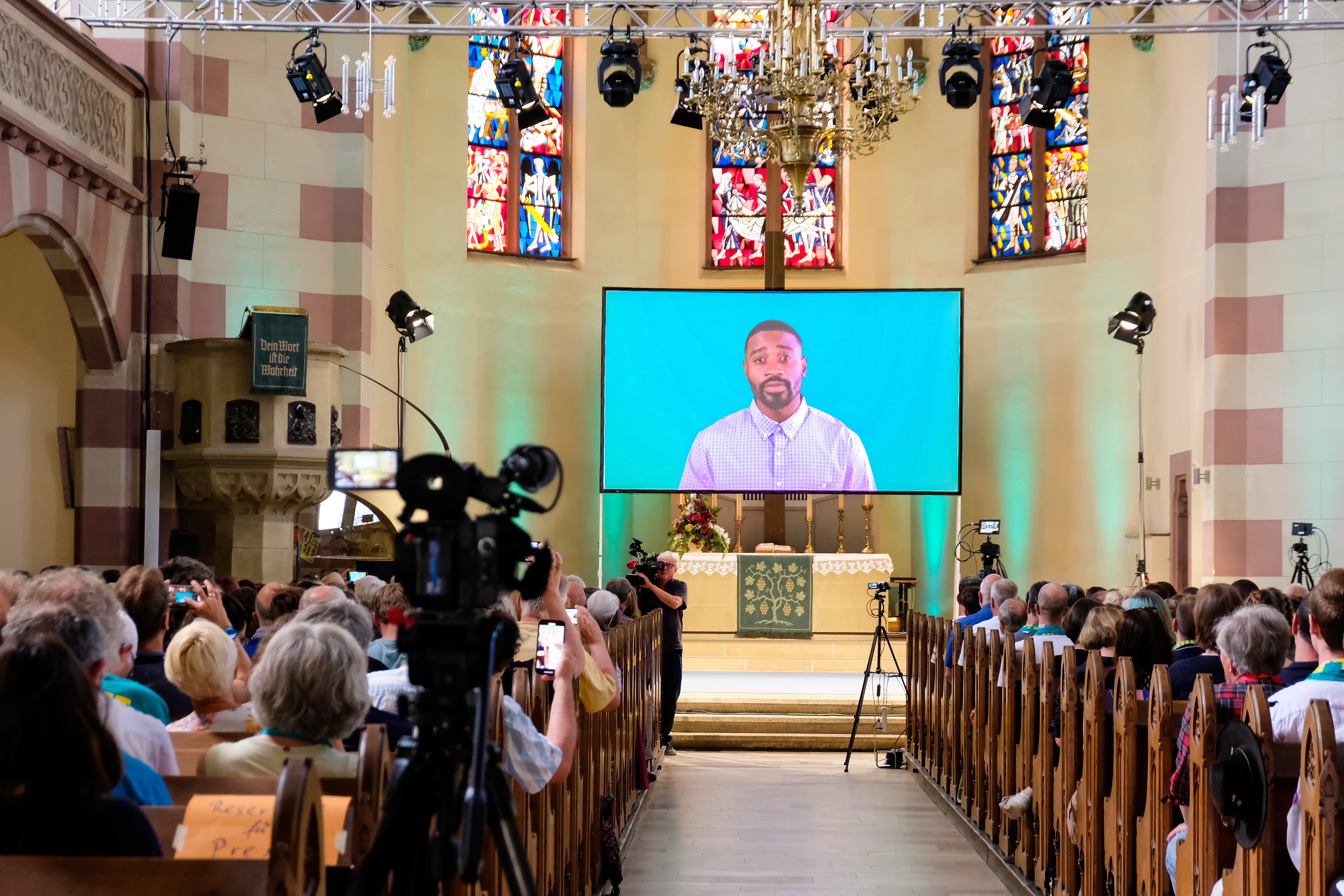
Gottesdienst mittels einer Künstlichen Intelligenz, St. Paul in Fürth

In der Fürther Paulskirche hielt eine künstliche Intelligenz (KI) erstmalig an einem Kirchentag einen Gottesdienst ab. Das bedeutete, dass die KI von Liturgie und Musik bis zur Lesung und Predigt alles eigenständig auf Basis der eigenen Programmierung gestaltet hatte. Die einzige Vorgabe der Organisatoren war das Motto des Kirchentags: „Jetzt ist die Zeit“. Dabei wurde der Gottesdienst mittels mehrerer Avatare auf der Leinwand in die Kirche übertragen, in der die Avatare die Notwendigkeit und Sinnhaftigkeit des Glaubens und dem Bekenntnis zu Jesus predigten bzw. ausführten. Im Anschluss des Gottesdienstes wurde eine Diskussion angeboten, zur Bewertung des Gesehenen. Das Ergebnis fiel größtenteils negativ aus. Die Fürther Nachrichten betitelten die Berichterstattung in der Online-Vorausgabe mit der Überschrift: Aseptisches Wortgeraspel. In der Printausgabe wurde der Titel etwas abgeschwächter formuliert: Die Künstliche Intelligenz übernimmt St. Paul.

### Interreligiöser Dialog

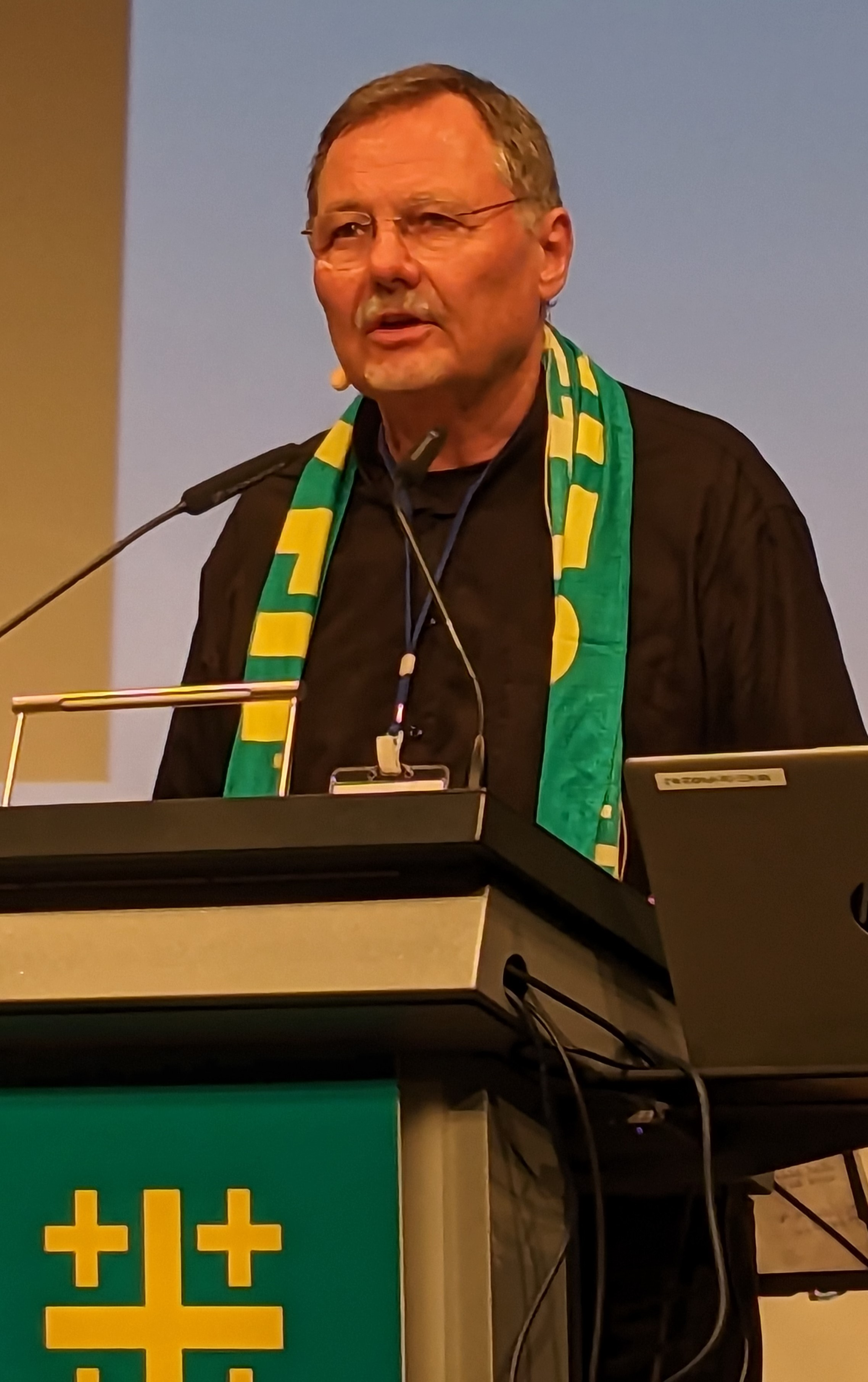
Der Neutestamentler Wolfgang Kraus als Referent auf dem Kirchentag 2023

Auf dem Kirchentag 2023 gab es Orte des interreligiösen Dialoges.
Im Zentrum Juden und Christen wurde die Tradition des Lehrhauses und der jüdisch-christliche Dialog praktiziert. Referenten waren unter anderem Wolfgang Kraus und Amy-Jill Levine.
Die Kirche des Fliegenden Spaghettimonsters Deutschland war mit einem Stand auf dem „Markt der Möglichkeiten“ vertreten. Pastafari verwandelten Wasser in Bier oder vollzogen mit einem Föhn rituelle Enttaufungen – zur allgemeinen Verblüffung, wie die Evangelische Zentralstelle für Weltanschauungsfragen feststellte.

### Geschlechtergerechtigkeit
Ein Arbeitskreis zu Feminismus hatte es sich auf dem Kirchentag zur Aufgabe gemacht, die liturgische Sprache im Gottesdienst zu optimieren. Ein „Feministisches Andachtskollektiv“ im Geist Feministischer Theologie vermittelte beim Kirchentag Möglichkeiten des geschlechtergerechten Sprechens über G*tt. Die alternative Version einer Gottesdiensteröffnung von Pfarrerin Lena Müller, der Referentin, lautete:
„Im Namen G*ttes, der Quelle des Lebens, 

im Namen Jesu Christi, Himmel auf Erden und 

im Namen der Heiligen Geistkraft, Feuer des Glaubens, Amen.“
Die Dreifaltigkeit würde auf diesem Weg ganz ohne männliche Begriffe abgebildet: „Da hab ich dann irgendwie ein bisschen mehr Bock auf meinen Gottesdienst.“

### Demokratie
Der Soziologe Hartmut Rosa fasste beim Podium „Wir müssen die Demokratie umbauen“ das Ringen um tragfähige Demokratie zusammen: „Demokratie gibt jedem eine Stimme. Aber die nützt nichts, wenn wir nicht auch bereit sind, die Stimmen der anderen zu hören. Individuelle Freiheit ist … wenig wert, wenn wir so tun, als wäre sie unser alleiniges Recht und dabei die globalen und gesellschaftliche Verantwortung ignorieren, die jede:r einzelne trägt.“
Rosa hat vor dem Hintergrund gesellschaftlicher Spaltungen für eine neue politische Kultur geworben. Im Streit etwa um die Coronaimpfung, Waffenlieferungen oder Gender-Themen beobachte er eine demokratieschädliche Polarisierung, sagte Rosa in Nürnberg. Andersdenkende würden zunehmend als Idioten, Verräter oder nicht zurechnungsfähig wahrgenommen. „Wir müssen die politische Kultur ändern. Wir brauchen einen neuen Wir-Sinn“, forderte der Wissenschaftler von der Friedrich-Schiller-Universität Jena.

### Fazit
Kirchentagspräsident Thomas de Maizière sagte zum Abschluss des 38. Deutschen Evangelischen Kirchentages, die Zeiten seien schwierig, trotzdem müsse man zuversichtlich sein: „Wir leben in Zeiten erschütterter Gewissheiten.“ Als etwas Besonderes bezeichnete es de Maiziere, dass der Nürnberger Kirchentag imstande gewesen sei, einen vertrauensvollen Rahmen zu schaffen für Menschen wie für schwierige und heikle Themen.
Die Veranstalter des Kirchentages zeigten sich zufrieden angesichts voller Messehallen, Kirchen und dichtem Gedränge in der Innenstadt. Die Menschen seien dankbar gewesen für etwas, „das es selten gibt in unserem Land: Gemeinsam singen und beten und dann hinterher politisch diskutieren“, meinte de Maizière.
„Die Stimmung war gelöst, die Herzen offen, der Verstand klar“, bilanzierte de Maizière am Ende der fünf Tage. „Wenn es gelingt, die harten und strittigen Themen auf diese Weise zu bearbeiten, dann hat dieser Kirchentag unserem Land gedient.“
Oberbürgermeister Marcus König, Nürnberg, sprach angesichts der vollen Plätze und der guten Stimmung in seiner Stadt von einem „Sommermärchen des Glaubens 2023“.
Landesbischof Heinrich Bedford-Strohm resümierte, er habe beim Nürnberger Kirchentag die „Kirche der Zukunft“ erlebt. Der Kirchentag sei eine „Krafttankstelle“ für den weiteren Weg nicht allein nur der Kirche, sondern auch der Gesellschaft.

## Kulturprogramm und Konzerte

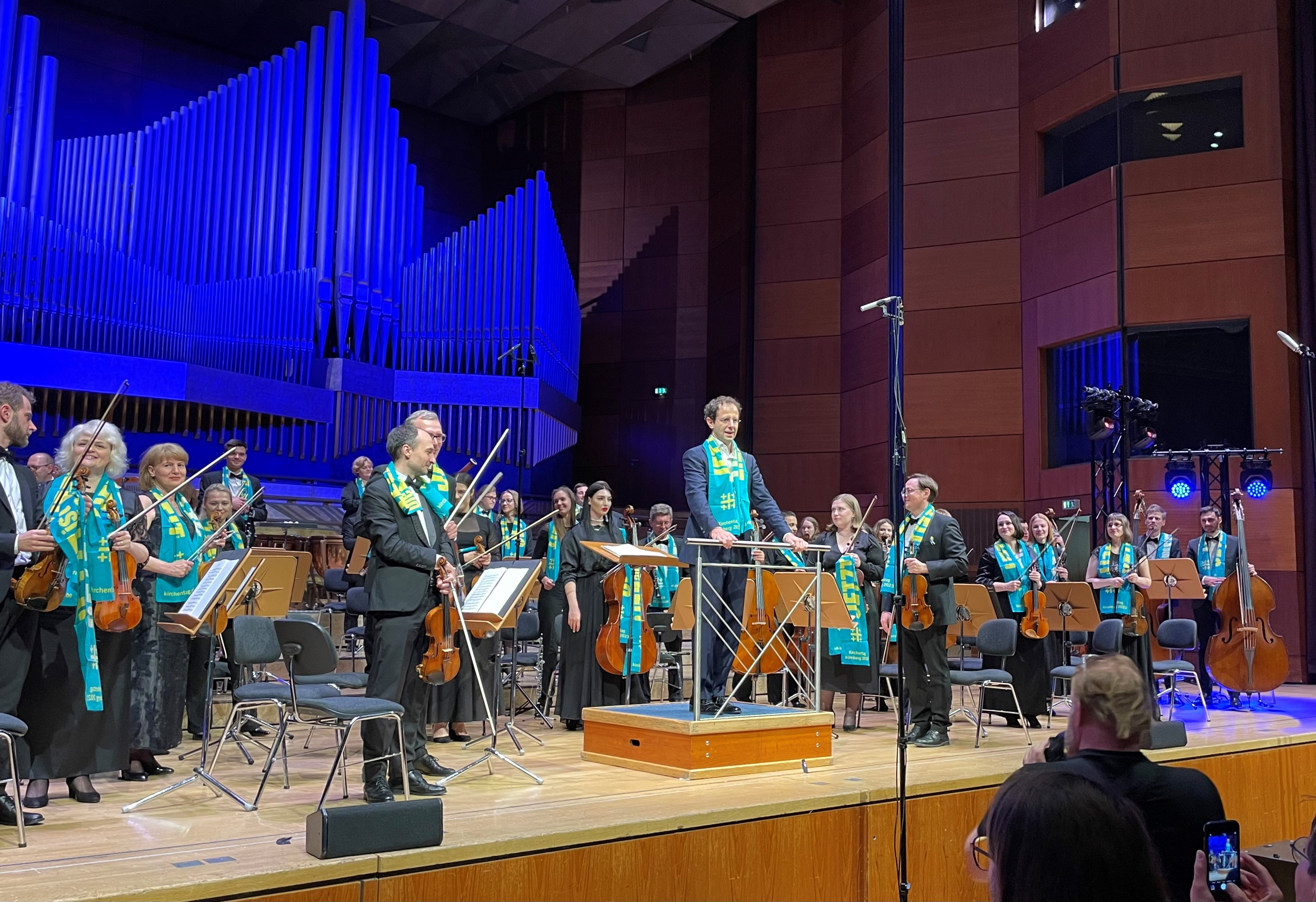
Das Sinfonieorchester Kiew in der Meistersingerhalle

Beim Kirchentag waren mit Konzerten anwesend: Fritz Baltruweit, Judy Bailey, Clemens Bittlinger, Martin Buchholz, Eugen Eckert und die Band Habakuk, John Kameel Farah, Siegfried Fietz, Martin Pepper, David Plüss, Andi Weiss und weitere Musiker.
Mit Aufführungen zu hören waren unter anderem Helge Burggrabe, Julia Jentsch und Pierre Stutz.
Im Kabarettprogramm traten untern anderem Abdelkarim, Duo Camillo und Bodo Wartke auf.
Eckart von Hirschhausen hielt eine Bibelarbeit.
Workshops gab es unter anderem zur Zukunft des Singens mit Peter Bubmann.
Das Sinfonieorchester Kiew präsentierte am 10. Juni 2023 im Großen Saal der Meistersingerhalle  unter dem italienischen Dirigenten Luigi Gaggero „Zeitgefühle“. Inspiriert von der Losung des Kirchentages musizierte das Sinfonieorchester Kiew Werke aus verschiedenen Musikepochen zu den unterschiedlichen musikalischen „Qualitäten von Zeit“. Nach Stücken von Robert Schumann und Jewhen Stankowytsch beschloss das ukrainische Sinfonieorchester das Konzert mit der 5. Sinfonie von Ludwig van Beethoven.
Andreas Mücksch hatte zusammen mit Chor und Ensemble der Paulusgemeinde Halle (Saale) sowohl beim Eröffnungsgottesdienst als auch beim Schlussgottesdienst auf dem Hauptmarkt die musikalische Leitung übernommen. Die Hanke Brothers waren bei den Gottesdiensten in leichter Sprache auf dem Kornmarkt zu hören.

## Predigt im Abschlussgottesdienst
Der gebürtige Südafrikaner Quinton Ceasar hielt die Predigt im Abschlussgottesdienst auf dem Hauptmarkt, ein zweiter Abschlussgottesdienst fand zeitgleich in leichter Sprache und mit Abendmahl auf dem Kornmarkt statt. Quinton Ceasar ist seit 2021 evangelischer Pfarrer an der Friedenskirche in Wiesmoor bei Aurich. In der letzten Predigt beim Kirchentag forderte Ceasar mehr Engagement gegen den Klimawandel und gegen Rassismus. Er plädierte für mehr gesellschaftlichen Zusammenhalt und forderte zugleich Veränderungen in der Evangelischen Kirche. Immer wieder werde das aufgeschoben, sagte der dunkelhäutige Ceasar. Markante Sätze waren:
„Jetzt ist die Zeit, zu sagen: Wir sind alle die Letzte Generation.

Jetzt ist die Zeit, zu sagen: Black lives always matter.

Jetzt ist die Zeit, zu sagen: Gott ist queer.“
Die Predigt löste heftige Reaktionen in den sozialen Medien auf. Ceasar wurde zum Teil bösartig beleidigt und beschimpft. So wurde zum Beispiel auch die Frisur von Quinton Ceasar kritisiert.
Ceasar hätte nicht gedacht, dass seine Aussage „Gott ist queer“ sowohl viel Kritik als auch viel Zustimmung hervorrufen würde. Offenbar habe er mit diesem Satz bei einigen Teilnehmenden einen Nerv getroffen. Für ihn sei es beruhigend, dass Gott selbst die Zweigeschlechtlichkeit sprenge. Der Satz „Gott ist queer“ sei eine Absage an patriarchale Strukturen gewesen.
Kirchenpräsident Joachim Liebig der Evangelischen Landeskirche Anhalts ärgerte sich darüber, wie Quinton Ceasar als Prediger das Motto des Kirchentages ausgelegt hat, nämlich „Jetzt ist die Zeit“, ein Satz, den die Bibel Jesus zuschreibt. „Die Zeit ist dann da, wenn Gott das für richtig hält. Und wenn jetzt ein Prediger meint, festlegen zu können, wann jetzt was genau Thema sein soll, dann ist das eine Überschätzung der eigenen Fähigkeiten und ein theologischer Grundsatzfehler.“
Die Regionalbischöfin von der Evangelische Kirche in Mitteldeutschland, Friederike Spengler, urteilte, dass Ceasars Predigt „einige Reizwörter“ enthalten habe, „für die eine Predigt der falsche Ort sei – einige Gläubige hätten eben durchaus Probleme damit, dass Gott als queer bezeichnet werde.“
Auf der anderen Seite gab es am 14. Juni 2023 ein klares Votum von der Leitung des Kirchentages, indem dort unter der Überschrift „Hass ist keine Meinung“ klargestellt wurde: „Seit Sonntag sehen sich die Predigenden der Schlussgottesdienste des Kirchentages einer Welle von Hasskommentaren ausgesetzt. Wir verurteilen den Hass und die persönlichen Angriffe, vor allem auf Quinton Ceasar, aber auch auf Alexander Brandl und Constanze Pott, aufs Schärfste.“

## Resolutionen des Kirchentages
Resolutionen sind Willensbekundungen von Kirchentagsteilnehmenden, die durch Abstimmungen in thematischen Veranstaltungen oder durch Unterschriften im Markt der Möglichkeiten beschlossen werden. Sie sind wesentliche Mitbestimmungs- und Beteiligungsformen eines Kirchentages. 16 Resolutionen wurden beim 38. Kirchentag in Nürnberg eingereicht, die eine ehrenamtliche Arbeitsgruppe geprüft hat. Über zwölf davon konnten in thematischen Podiumsveranstaltungen abgestimmt werden, drei gingen auf dem Markt der Möglichkeiten auf Stimmenfang.
Eine Resolution auf dem Kirchentag behandelte den Wertewandel in der Prostitutionsgesetzgebung. Dabei ging es darum, künftig prostituierte Personen zu entkriminalisieren, den Ausstieg aus der Prostitution zu unterstützen, die an Prostitution Profitierenden zu bestrafen und zugleich die Nachfrage nach Prostitution zu reduzieren. Es wurde beobachtet, dass Deutschland ein Zielland von Menschenhandel zur sexuellen Ausbeutung sei und als „Bordell Europas“ gelten würde. Ein echter Konsens und eine sexuelle Begegnung auf Augenhöhe seien unter kommerziellen Vorzeichen nicht möglich. Prostitution missachte somit „zutiefst die Würde des Menschen“.
Eine weitere Resolution galt dem Pariser Klimavertrag. Wegen schleppender Umsetzung in der internationalen Klimapolitik breite sich Enttäuschung und Frustration aus. Zu wenige Zusagen würden eingelöst und die im Vertrag geforderten und dringend notwendigen Ambitionssteigerungen seien kaum zu bemerken. Im Bericht des Weltklimarats und in der aktuellen Auswertung des Bundesumweltamts war bereits festgestellt worden, dass sich die Schere zwischen dem Erforderlichen und dem Realisierten weiter vergrößere. „Wir solidarisieren uns deshalb mit den Bewegungen, die gewaltfrei die konsequente Einhaltung von internationalen Verträgen und nationalen Gesetzen für Klimaschutz und Klimagerechtigkeit einfordern.“

## Statistik
Laut Veranstalter haben ca. 130.000 Personen den Nürnberger Kirchentag besucht. Insgesamt haben etwa 12.000 Besucher in über 40 Schulen in Nürnberg und Fürth in 1500 Zimmern übernachtet, darunter rund 2.000 Helferinnen und Helfer.
Während des Kirchentags fanden 20 angemeldete und drei nicht angemeldete Demonstrationen statt.

## Veranstaltungskonzept

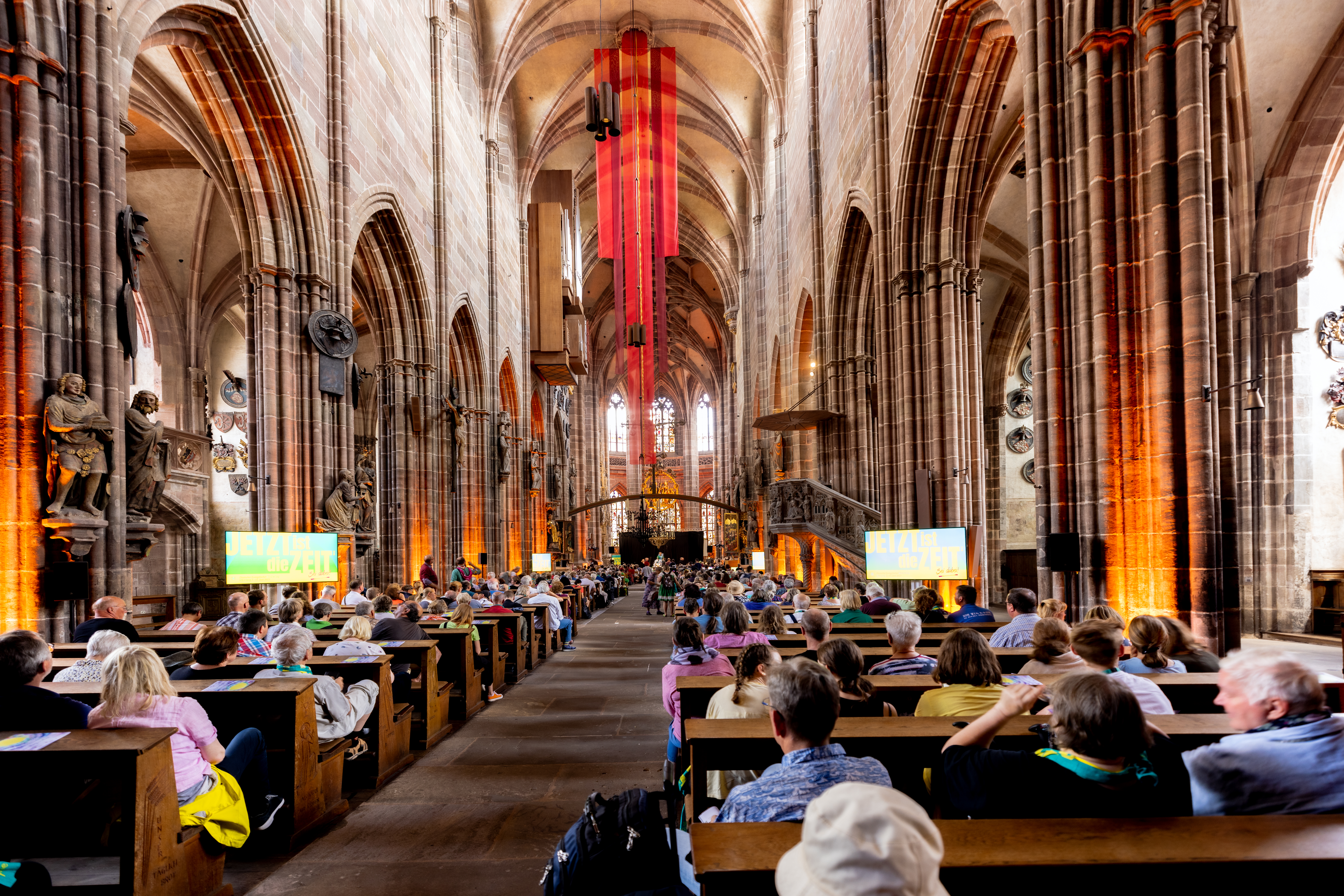
Veranstaltung zum Kirchentag in der Lorenzkirche, Juni 2023

### Kurze Wege
Das Organisationskonzept des 38. Deutschen Evangelischen Kirchentages sah für den Kirchentag in Nürnberg und Fürth erneut ein Konzept der kurzen Wege vor. Der zentrale Ort war dabei das Messezentrum Nürnberg in Nürnberg-Langwasser.

### Orte
Neben dem Messezentrum waren weitere Schwerpunktveranstaltungsorte vorgesehen, u. a. der Hauptmarkt und die Lorenzkirche sowie die St.-Paul-Kirche in Fürth in der Südstadt.
Weitere Hauptveranstaltungsorte waren:
- der Jakobsmarkt in Nürnberg
- der Klarissenplatz in Nürnberg
- die Katharinenruine in Nürnberg
- die Kulturwerkstatt Auf AEG in Nürnberg
- der Dr.-Martin-Luther-Platz in Fürth
- der Kirchenplatz in Fürth
- die Stadthalle, Kulturforum und Comödie in Fürth

Weitere Veranstaltungsorte in Kirchen waren:
- die St.-Anton-Kirche in Nürnberg
- die St.-Johannis-Kirche in Nürnberg
- die Friedenskirche in Nürnberg
- die St.-Egidien-Kirche in Nürnberg
- die Neuapostolische Kirche – Gemeinde Nürnberg-Ost
- die St.-Bartholomäus-Kirche in Nürnberg
- die St.-Jakob-Kirche in Nürnberg
- die St.-Elisabeth-Kirche in Nürnberg
- die Gustav-Adolf-Gedächtniskirche in Nürnberg
- die Reformations-Gedächtnis-Kirche in Nürnberg
- die St.-Nikolaus-und-St.-Ulrich-Kirche in Nürnberg
- die St.-Matthäus-Kirche in Nürnberg
- die St.-Stefan-Kirche in Nürnberg
- die Eben-Ezer-Kirche in Nürnberg
- die Martin-Niemöller-Kirche in Nürnberg
- die Dietrich-Bonhoeffer-Kirche in Nürnberg
- die Paul-Gerhardt-Kirche in Nürnberg
- die St.-Lukas-Kirche – LUX in Nürnberg
- die St.-Michael-Kirche in Fürth
- die Kirche Unsere Liebe Frau in Fürth
- Die Auferstehungskirche in Fürth

### Ökumene
Es fiel auf, dass bei keinem Hauptpodium ein Teilnehmer vorgesehen war, der eine nicht-evangelische Kirche repräsentierte. Auch sonst wurde das Thema Ökumene „eher auf Sparflamme verhandelt“.
Sowohl Markus Söder als auch Landesbischof Bedford-Strohm hoben aber die ökumenische Verbundenheit hervor. Söder hoffe, „dass künftig jeder Katholikentag und jeder evangelische Kirchentag ein ökumenischer Kirchentag“ seien.

## Kritik

### Finanzierung

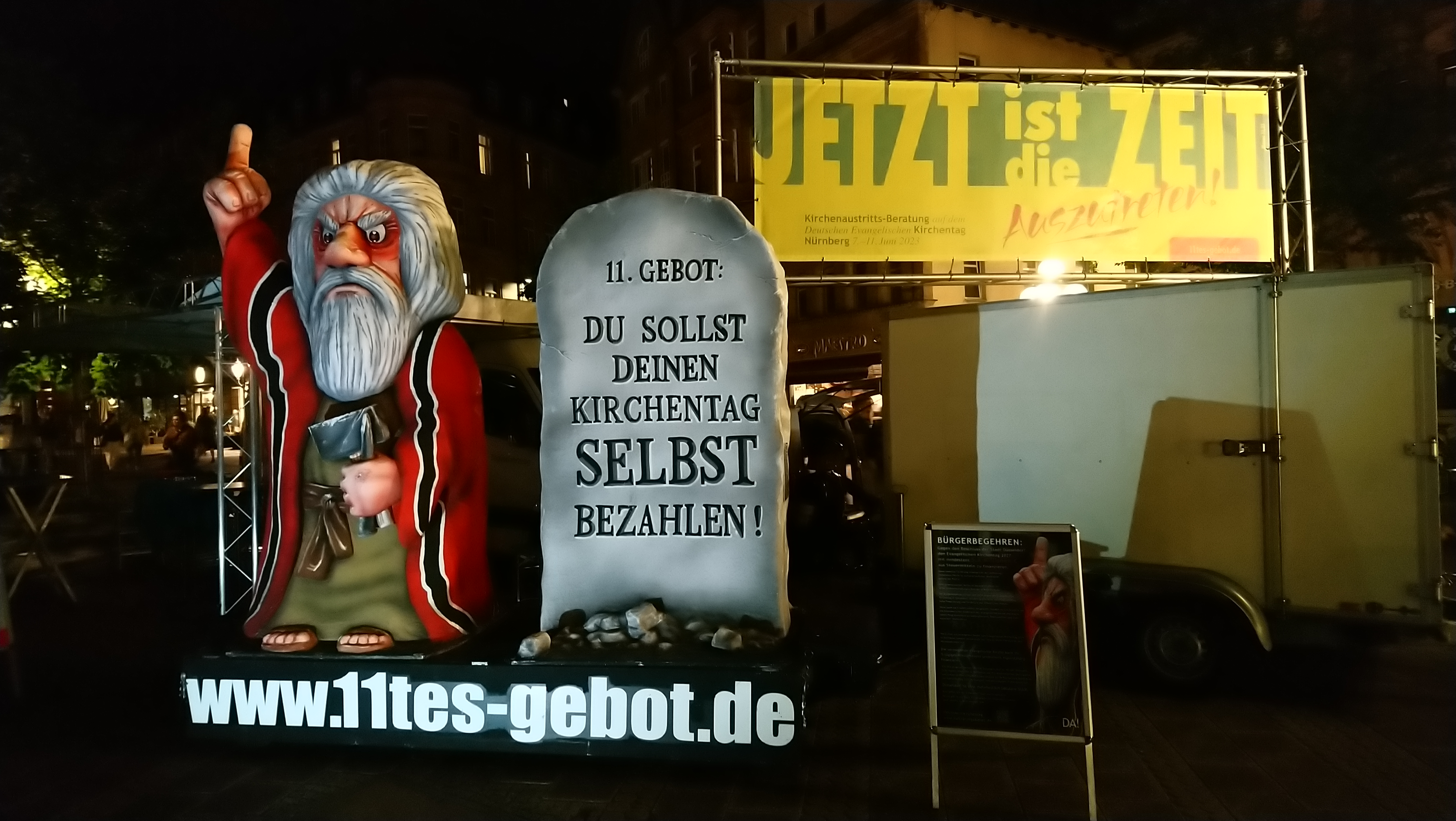
Kunstaktion Das 11. Gebot (Du sollst deinen Kirchentag selbst bezahlen!) am Eröffnungsabend

Schon im Vorfeld der Veranstaltung hatte es Kritik daran gegeben, dass der Kirchentag, für den nach Angaben der Veranstalter bis zum Beginn rund 60.000 Eintrittskarten verkauft worden waren, auch aus öffentlichen Mitteln finanziert wurde. Der Humanistische Pressedienst beklagte, dass von den rund 22 Millionen Euro Gesamtkosten der Veranstaltung rund die Hälfte aus öffentlichen Geldern stamme. Davon kämen vom Bund 500.000 Euro, dem Freistaat Bayern 5,5 Millionen Euro und von der Stadt Nürnberg 4 Millionen Euro (etwa eine Million davon in Sachleistungen). Nürnberg habe sich beteiligt, obwohl die Stadt mit rund 1,9 Milliarden Euro verschuldet sei und unter anderem bei städtischen Großveranstaltungen Sparmaßnahmen angekündigt habe. Die Kunstaktion Das 11. Gebot (Du sollst deinen Kirchentag selbst bezahlen!) der Giordano-Bruno-Stiftung protestierte mit einer Aktion am Rande des Kirchentags.

### Metzger und Vegetarismus
Bayerische Metzger übten Kritik, dass beim 38. Deutschen Evangelischen Kirchentag in den Gemeinschaftsquartieren erstmals nur veganes oder vegetarisches Frühstück den Gästen angeboten wurde. Konrad Ammon, Landesinnungsmeister beim Metzgerhandwerk Bayern, bezeichnete diese Weichenstellung als weder nachvollziehbar noch hinnehmbar: „Mit welcher Berechtigung schreiben die Kirchentagsveranstalter vor, was die Besucher essen sollen? … Wir fühlen uns als Berufsstand ausgegrenzt.“ Und weiter: „Eine ideologisch getriebene Kirchengemeinschaft hat mit Christentum nichts mehr zu tun.“

### Talkshow versus Einzelvortrag
Der evangelische Erlanger Theologie-Professor und frühere Vorsitzende des Deutschen Ethikrats, Peter Dabrock bedauerte, dass die Einzelvorträge im Programm abgeschafft worden seien. Sie waren bei den bisherigen Kirchentagen meist große Erfolge gewesen. Er glaubte vielmehr, „dass ganz viele Menschen es nicht sehen wollen, wenn sich Leute in Talkshows anschreien, sondern sie wollen Argumentationslinien folgen. Und dass der Kirchentag das aufgegeben hat, ist sehr schade. Manchmal hat man einen Unique Selling Point, weil man bewusst old-fashioned ist. Mehr Mut zur eigenen Tradition!“

## Ausblick auf 2025
Der 39. Deutsche Evangelische Kirchentag wird 2025 in Hannover gefeiert. Entsprechend wurde bei den Abschluss-Gottesdiensten eingeladen. Mit dem Treffen 2025 in Hannover kehrt der Kirchentag zu seinen Wurzeln zurück: 1949 fand der allererste Kirchentag in der niedersächsischen Landeshauptstadt statt. Insgesamt wird damit das Großereignis schon zum fünften Mal an der Leine gastieren.